# W imię...
W imię... és una pel·lícula dramàtica polonesa de 2013 dirigida per Małgorzata Szumowska. Va guanyar el premi Teddy a la millor pel·lícula sobre temàtica LGBT al 63è Festival Internacional de Cinema de Berlín i es va projectar al Frameline Film Festival al Castro Theatre de San Francisco el 25 de juny de 2013. La pel·lícula se centra en un sacerdot catòlic gai que treballa a la Polònia rural.

## Argument
El mossèn Adam (Andrzej Chyra) es fa càrrec d'una nova parròquia i organitza un centre de reeducació per a joves socialment problemàtics, i ràpidament convenç la gent amb energia, carisma i sensibilitat. L'amistat amb un jove veí (interpretat per Mateusz Kościukiewicz) obligarà el capellà a afrontar els seus propis problemes abans de fugir del clergat.

## Repartiment
- Andrzej Chyra com el sacerdot Adam
- Mateusz Kosciukiewicz com a Dynia Lukasz
- Maja Ostaszewska com a Ewa
- Tomasz Schuchardt com a Blondi
- Łukasz Simlat com el marit d'Ewa